# 古佐兰迪亚
古佐兰迪亚是巴西圣保罗州的一个市镇。总面积253.669平方公里，总人口4637人，人口密度18.3人/平方公里。